# Back to the Shack
«Back to the Shack» és el primer senzill del novè àlbum d'estudi Everything Will Be Alright in the End del grup estatunidenc Weezer. Fou llançat el 22 de juliol de 2014 i un dia abans aparegué a les emissores ràdio i al canal oficial de la banda de YouTube.
La cançó fou composta per Rivers Cuomo amb la col·laboració de Jacob Kasher Hindlin, i produïda per Ric Ocasek. Cuomo explica en la lletra com se sent de malament per la direcció que va prendre la banda degut al seu material passat, i admet el seu desig de crear cançons de rock alternatiu clàssic. La paraula "shack" serveix com a referència de la casa d'Amherst, on alguns dels membres originals de Weezer van viure i gravar unes quantes demos. Les lletres tracten la nostàlgia i el desig de tornar a les arrels de la banda ignorant les modes actuals, alhora que es pot interpretar com una disculpa als seus fans i una promesa per recuperar el seu origen.
Malgrat ser presentada al juliol, al febrer del mateix any van interpretar-la per primera vegada en directe en el Weezer Cruise 2014.
El videoclip fou dirigit per Warren Fu i llançat el 29 de setembre de 2014. En ell hi apareix la banda interpretant la cançó en la Lluna.